# Beilicat
Un beilicat (beylik o beglik, de bey o beg, 'bei', i lik, adjectiu relatiu) fou un antic títol i territori turcman.
Un bei era equivalent a l'àrab emir i la gabella, per tant, a emirat. El beilicat designa tant el títol com el territori sotmès a l'autoritat d'un bei. Per extensió, més endavant va designar un govern administratiu dotat d'una certa autonomia administrativa. Els diversos emirats turcmans de l'Àsia Menor foren anomenats beilicats i quan van passar a domini otomà foren anomenats sandjak-beylikleri, dels que van sorgir els beglerbegis. Al segle xv, les regions dels Balcans que reconeixien la sobirania otomana però amb total autonomia interior foren anomenades beilicats (per exemple el del Danubi, el d'Eflak, el de Bogdan, i el d'Erdel). Més tard foren beilicats les regions amb autonomia com Sisam (Samos) i Bulgharistan (Bulgària).